# Gregori d'Utrecht
Gregori d'Utrecht (nascut vers 700/705 – mort vers 775) fou un membre d'una família noble de Trèveris que fou declarat sant per l'Església catòlica. El seu pare Alberic era el fill d'Addula, que quan fou vídua va esdevenir abadessa de Pfalzel (Palatiolum) prop de Trèveris (a causa de la similitud de noms i també a causa d'un testament falsificat, Addula s'ha confós freqüentment amb santa Adela de Pfalzel, filla de Dagobert II d'Austràsia, imputant així equivocadament la pertinença de Gregori a la casa reial merovíngia).
Va rebre la seva primera educació a Pfalzel. Quan el 722 Bonifaci de Fulda va passar per Trèveris en el seu camí des de Frísia fins a Hessen i Turíngia, es va quedar en aquest convent. A Gregori se li va encarregar llegir les escriptures en els àpats. Sant Bonifaci donava una explicació de les lectures i s'estenia sobre els mèrits d'una vida apostòlica, que va inspirar a Gregori a acompanyar-lo.
Llavors es va convertir en el deixeble i més tard l'ajudant de l'Apòstol d'Alemanya, acompanyant-lo a totes les seves gires missioneres. El 738 Sant Bonifaci feia el seu tercer viatge a Roma; Gregori anava amb ell i va portar moltes addicions valuoses per a la seva biblioteca. Sobre 750 Gregori va esdevenir abat de Sant Martí a Utrecht. El 744 sant Willibrord, el primer bisbe d'Utrecht, havia mort però no havia tingut cap successor. Sant Bonifaci se'n va fer càrrec i va assignar un administrador, sant Eobà. El 754 va començar el seu darrer viatge missioner acompanyat per Eobà, que havia de compartir el seu martiri. Després d'això, Pipí I el Breu i el Papa Esteve II ordenaren a Gregori que administrés la diòcesi. Per aquesta raó se l'anomena a vegades bisbe, encara que mai no va rebre consagració episcopal.
L'escola de la seva abadia, el Martinsstift, una mena de seminari missioner, fou un centre d'aprenentatge per a moltes nacions: francs, frisons, saxons, fins i tot bàvars i suabis. Anglaterra també, encara que tenia escoles esplèndides pròpies, va enviar becaris. Entre els seus deixebles, sant Ludiger (Ludger) fou potser el més conegut, perquè fou després el primer bisbe de Münster i autor de la Vita de Gregori, en la que descriu les seves virtuts, el seu menyspreu de les riqueses, la seva sobrietat, el seu esperit perdonador i les seves accions d'almoines.
Aproximadament tres anys abans de la mort de Gregori, la paràlisi el va atacar en el seu costat esquerre i gradualment es va estendre sobre el seu cos sencer. En l'aproximació de mort es va fer portar a l'església, on va morir.

## Veneració
Les seves relíquies es guardaven a Utrecht, i en 1421 i 1597 s'examinaven en les visites episcopals. Una part gran del seu cap és a l'església de Santa Amalberga a Susteren, on un reconeixement oficial va tenir lloc el 25 de setembre de 1885 sota supervisió del bisbe de Roermond. Una carta escrita per sant Lullus, bisbe de Magúncia, a sant Gregori, encara existeix.